# Aphidius avenaphis
Aphidius avenaphis är en stekelart som först beskrevs av Fitch 1861.  Aphidius avenaphis ingår i släktet Aphidius och familjen bracksteklar. Inga underarter finns listade i Catalogue of Life.